# Arnarsaĸ
Arnarsaĸ [ˈɑnːɑsːɑq] (nach neuer Rechtschreibung Arnarsaq; * um 1716; † nach 1788) war eine grönländische Missionshelferin.

## Leben
Arnarsaĸ gilt als einzige Frau, deren Name in schriftlichen Quellen aus der Frühphase der Kolonialzeit in Grönland überliefert ist. Sie war eine junge Frau, als sie 1736 in der zwei Jahre zuvor gegründeten Kolonie Christianshaab darum bat, von Poul Egede zum Christentum bekehrt zu werden, um laut eigener Aussage von ihren Qualen befreit zu werden. Es dauerte nur drei Monate, bis sie 1737 getauft werden konnte, was überdurchschnittlich kurz war. Sie durfte ihren grönländischen Namen, den sie von ihrer Mutter erhalten hatte, behalten und erhielt somit keinen biblischen Namen, wie es sonst üblich war. Poul Egede berichtete, dass Arnarsaĸ wissbegierig war und die Bibel kritisch hinterfragte. Sie kam beispielsweise mit der möglichen Antwort auf die Theodizeefrage, dass Gott nur Böses zulässt, um daraufhin von den Menschen um Hilfe gebeten zu werden und daraufhin deren Dankbarkeit genießen zu können. Arnarsaĸ wurde schließlich mehr und mehr zu einer Stütze für Poul Egede, da sie ihm bei der Übersetzung der Bibel ins Grönländische half. Sie zeigte jedoch Vorbehalte gegenüber dem Alten Testament, vor allem Genesis, deren Inhalt sie als „seltsam“ empfand, und überredete Poul Egede deshalb dazu, stattdessen lieber das Neue Testament zu übersetzen und zu lehren.
1740 musste Poul Egede aus gesundheitlichen Gründen nach Dänemark zurückkehren und Jacob Severin ordnete an, dass Arnarsaĸ gemeinsam mit einem kleinen Jungen mitkommen sollte. Sie erkrankte auf der Reise wie viele Grönländer, die den fremden Krankheitserregern ausgesetzt waren, genas aber. Sie wurden König Christian VI. als Raritäten präsentiert, bevor sie ihren Aufenthalt nutzte, um ihr Dänisch zu verbessern und die Bibelübersetzung voranzutreiben, wodurch sie die grönländische Bibelsprache bis heute prägte. Arnarsaĸ vermisste jedoch ihr Heimatland und bat deswegen um die Rückkehr nach Grönland.
1741 wurde sie nach Nuuk gesandt, wo die dänische Mission unter der Konkurrenz der Herrnhuter Brüdergemeine in Noorliit zu leiden hatte. Dank der Missionshilfe einiger Grönländer, darunter Arnarsaĸ, überlebte die dänische Mission. Sie stritt sich jedoch immer wieder mit Grönländern und Dänen über die Auslegung des Glaubens.
1743 kehrte sie in ihre Heimatgegend in der Diskobucht zurück und berichtete Niels Egede von ihren Erlebnissen. Dort ist die Aussage eines Missionars überliefert, dass ihre Christentumskenntnisse sich seit ihrer Abreise nach Dänemark verschlechtert hatten. Auch hier machte sie sich bisweilen durch ihre Sturheit in theologischen Diskussionen unbeliebt.
Erst 1763 erscheint ihr Name wieder in schriftlichen Quellen, als sie nach Sisimiut reiste, um dort Poul Egedes Schwiegersohn Henrik Christopher Glahn bei der Missionsarbeit zu helfen. Später unterstützte sie Jørgen Sverdrup. Sie gilt als große Hilfe, aber auch in Sisimiut war sie unbeliebt bei ihren Landsmännern.
1776 zog sie nach Ilimanaq, wo sie als Missionshelferin für Poul Egedes Neffen Hans Egede Saabye diente. Der letzte Lebensnachweis erfolgte 1788, als von Arnarsaĸ als einer ungewöhnlich alten Frau berichtet wird.
In Bernhard Severin Ingemanns Roman Kunnuk og Najak von 1842 war sie Inspiration für die Figur einer alten frommen Frau, die die Bevölkerung zu ermorden versucht, weil sie sie für eine ilisiitsoq (Hexe) halten.